# IC 1899
IC 1899 је лентикуларна галаксија у сазвјежђу Пећ која се налази на листи објеката дубоког неба у Индекс каталогу.
Деклинација објекта је - 25° 18' 18" а ректасцензија 3h 12m 13,0s. Привидна величина (магнитуда) објекта IC 1899 износи 13,4 а фотографска магнитуда 14,3. IC 1899 је још познат и под ознакама ESO 481-8, MCG -4-8-41, IRAS 03100-2529, PGC 11930.